# Francesco Maggioncalda
Francesco Maggioncalda (Torriglia, 28 settembre 1791 – 6 maggio 1861) è stato un politico italiano.

## Biografia
Fu deputato del Regno di Sardegna nella I legislatura, eletto nel collegio di Torriglia.